# Le Jardin autre monde

Le Jardin autre monde est une bande dessinée pour la jeunesse écrite par Denis-Pierre Filippi et dessinée par Sandrine Revel, qui assure également la mise en couleurs. Elle a été publiée en 2006 dans la collection « Jeunesse » des éditions Delcourt.
Cette « fable écologique » met en scène Tili et Niwan, deux petites filles qui décident de réaménager le jardin familial en vue du retour d'hôpital de leur grand-mère.

## Publication
- Le Jardin Autre monde, Delcourt, collection « Jeunesse », 2006  (ISBN 9782756003481).